# جو لین ترنر
جو لین ترنر (به انگلیسی: Joe Lynn Turner) با نام اصلی جوزف آرتور مارک لینکیتو ۲ اوت ۱۹۵۱ در هکن سک نیو جرسی آمریکا متولد شد. او خواننده ملودیک هارد راک است و به‌خاطر همکاری با گروه رینبو و اینگوی مالمستین شهرت دارد. او در دوران کودکی نواختن آکاردئون را فرا گرفت و در اوایل نوجوانی می‌توانست گیتار بنوازد.
دوره حرفه‌ای کار او در موسیقی با گروه فاندانگو در اواخر دههٔ ۷۰ میلادی آغاز شد. او در این گروه وظیفه خوانندگی و نوازندگی گیتار را بر عهده داشت. او در ضبط چهار آلبوم این گروه شریک بود. سرانجام در سال ۱۹۸۰ استعداد او در خوانندگی نظر ریچی بلکمور از گروه رینبو را جلب کرد و ترنر به رینبو پیوست. همچنین او در سال ۱۹۸۸ برای ضبط آلبوم "Odyssey" سال ۱۹۸۹ "Trial by Fire" و سال ۱۹۹۶ "Inspiration" با اینگوی مالمستین همکاری کرده‌است.